# Ваља Пуцулуј Мереј (Бузау)
Ваља Пуцулуј Мереј (рум. Valea Puțului Merei) насеље је у Румунији у округу Бузау у општини Мереј. Oпштина се налази на надморској висини од 220 m.

## Становништво
Према подацима из 2002. године у насељу је живело 224 становника, од којих су сви румунске националности.